# Суверен (монета)
Суверенът (златната лира) е английска и британска златна монета, сечена за първи път през 1489 г. при Хенри VII. След време, през XVI в., суверенът бил изместен от други монети, като гвинеята. Но от 1817 г. емитирането започнало отново и тя се превърнала в официална валута на Британската империя с номинал една британска лира. Издаването продължило до 1917 г. (до 1932 г. в някои колонии). За да финансира участието си в Първата световна война Британската империя била принудена да отмени златния стандарт и да емитира вместо това банкноти (фиатни пари).
През 1957 г., поради повишения интерес от колекционери, монетата започва да се издава отново с инвестиционна и нумизматична цел.
На лицевата страна е изобразен актуалният британски монарх (суверен), откъдето и идва името на монетата. На задната страна в повечето случаи е изобразен св. Георги убиващ змея. Между 1830 – 1871 г. на задната страна е изобразен гербът на Обединеното кралство.
Теглото на монетата е 7,988 г. Тя е изработена от злато с чистота 22 карата, сплавено само с мед (т. нар. crown gold). Суверенът съдържа 7,32 г. чисто злато. Диаметърът му е 22,05 мм, а дебелината 1,52 мм. Тъй като е използван дълго време като официална валута, това е една от най-разпространените в днешно време златни монети (отсечени са общо към 1,5 милиарда монети). Тя е популярна особено в бившите колонии на британската империя и Близкия изток и се използва и като инвестиционна монета.
Издавани са и монети „половин суверен“ и „двоен суверен“, които са слабо разпространени.
Монетният двор, в който са сечени монетите, е обозначен на обратната страна, под св. Георги:
- Лондон – без обозначение
- Мелбърн, Австралия – M
- Сидни, Австралия – S
- Пърт, Австралия – P
- Отава, Канада – C
- Претория, Южна Африка – SA
- Бомбай, Индия – I

|  | Тази страница частично или изцяло представлява превод на страницата Sovereign в Уикипедия на немски. Оригиналният текст, както и този превод, са защитени от Лиценза „Криейтив Комънс – Признание – Споделяне на споделеното“, а за съдържание, създадено преди юни 2009 година – от Лиценза за свободна документация на ГНУ. Прегледайте историята на редакциите на оригиналната страница, както и на преводната страница, за да видите списъка на съавторите. ВАЖНО: Този шаблон се отнася единствено до авторските права върху съдържанието на статията. Добавянето му не отменя изискването да се посочват конкретни източници на твърденията, които да бъдат благонадеждни. |